# Manda una señal
«Manda una señal» es una power ballad interpretada por la banda de rock en español mexicana Maná, publicado en su séptimo Amar es combatir (2006). Fue lanzado como el tercer sencillo de dicho álbum por la compañía discográfica Warner Music Latina el 15 de enero de 2007. Este sencillo dio un gran salto al primer lugar de Hot Latin Tracks de la revista Billboard desde el 3 de marzo hasta el 9 de marzo de 2007.

## Video musical
El vídeo de la canción fue dirigido por Wayne Isham y filmado en Hollywood, Los Ángeles, y muestra a la banda cantando la canción en vivo en un escenario. Luego, se muestra a la banda caminando por el Sunset Boulevard.

## Posicionamiento
| Listas (2007)                    | Posiciones |
| -------------------------------- | ---------- |
| Ibero América Top 100            | 1 (5)      |
| Colombia Top 100                 | 3          |
| México Top 100                   | 4          |
| Peru Top 100                     | 18         |
| U.S. Billboard Hot Latin Tracks  | 1          |
| U.S. Billboard Latin Pop Airplay | 1          |

### Sucesión en las listas
| Predecesor: Tu amor de Luis Fonsi | U.S. Billboard Hot Latin Songs — Sencillo N°. 1 3 de marzo de 2007 - 9 de marzo de 2007 | Sucesor: Ése de Conjunto Primavera |

| Predecesor: Te lo agradezco, pero no de Alejandro Sanz & Shakira | U.S. Billboard Latin Pop Airplay — Sencillo N°. 1 (Primera vuelta) 17 de marzo de 2007 - 30 de marzo de 2007 | Sucesor: Te lo agradezco, pero no de Alejandro Sanz & Shakira |
| Predecesor: Te lo agradezco, pero no de Alejandro Sanz & Shakira | U.S. Billboard Latin Pop Airplay — Sencillo N°. 1 (Segunda vuelta) 7 de abril de 2007 - 20 de abril de 2007  | Sucesor: Si nos quedara poco tiempo de Chayanne               |